# Catharus
A Catharus a madarak osztályának verébalakúak (Passeriformes) rendjébe és a rigófélék (Turdidae) családjába tartozó nem.

## Rendszerezésük
A nemet Charles Lucien Jules Laurent Bonaparte írta le 1850-ben, jelenleg az alábbi 12 faj tartozik:
- flótázó fülemülerigó (Catharus ustulatus)
- kormosfejű fülemülerigó (Catharus mexicanus)
- aranycsőrű fülemülerigó (Catharus aurantiirostris)
- pettyesmellű fülemülerigó (Catharus dryas)
- Wilson-fülemülerigó (Catharus fuscater)
- vörhenyes fülemülerigó (Catharus fuscescens)
- szürkearcú fülemülerigó (Catharus minimus)
- Bicknell-fülemülerigó (Catharus bicknelli)
- pettyes fülemülerigó (Catharus guttatus)
- barnafejű fülemülerigó (Catharus occidentalis)
- vörössapkás fülemülerigó (Catharus frantzii)
- hegyi fülemülerigó (Catharus gracilirostris)

## Előfordulásuk
A nembe tartozó fajok az Amerika (szuperkontinens) területén honosak. Kóborló példányai elérik Európát is. A természetes élőhelyük erdők és cserjések. Állandó és vonuló fajok is vannak köztük.

## Megjelenésük
Testhosszuk 15,5-20 centiméter közötti.

## Életmódjuk
Gerinctelenekkel, gyümölcsökkel  és bogyókkal táplálkoznak.